# FC Martinenc
FC Martinenc is een Spaanse voetbalclub uit het district Sant Martí van Barcelona. De club speelt in de Territorial Preferente, de tweede Catalaanse amateurdivisie. Thuisstadion is het Municipal Clot de la Mel. FC Martinenc heeft ook een basketbalafdeling.

## Geschiedenis
De club werd in 1909 opgericht en FC Martinenc werd tweemaal kampioen van de Campionat de Catalunya de Segona Categoria (1923, 1931). De club speelde jarenlang in de Tercera División, maar begin jaren negentig degradeerde FC Martinenc naar de Primera Divisió Catalana, het hoogste Catalaanse amateurniveau. In deze divisie kon FC Martinenc zich uiteindelijk ook niet handhaven en in 2006 degradeerde de club naar de Territorial Preferente.

## Gewonnen prijzen
- Kampioen Campionat de Catalunya de Segona Categoria: 1923, 1931